# Wickendorf (Probstzella)
Wickendorf ist ein Weiler  in Thüringen, der zum Ortsteil Roda der Gemeinde Probstzella im Landkreis Saalfeld-Rudolstadt gehört.

## Lage
Wickendorf liegt östlich der Straße von Großgeschwenda nach Lichtentanne in der Quellmulde des zur Sormitz abfließenden Schafbachs in 570 Meter Höhe über NN. Die Flur des Weilers ist 225,06 Hektar groß.

## Geschichte
Am 19. März 1454 wurde der Weiler erstmals urkundlich erwähnt. 1417 standen mehrere Gehöfte im Weiler, dann wurde aus den Gehöften ein Vorwerk geschaffen, das 1780 wieder aufgeteilt wurde. Es gab anschließend eine Schäferei mit etwa 700 Schafen. Es gab vier Wohnhäuser und 26 Einwohner. Der Ort lag wie Roda bis 1918 im Leutenberger Gebiet der Oberherrschaft des Fürstentums Schwarzburg-Rudolstadt.
Am 6. April 1994 wurde die Gemeinde Roda, der Wickendorf angehörte, nach Probstzella eingemeindet.